# 바킹 (영국 의회 선거구)
바킹 (Barking)은 영국 의회 하원에서 지역을 대표하는 그레이터런던의 선거구이다. 1994년부터 노동당 소속의 마거렛 호지가 지역구 의원을 맡고 있다.
1945년 영국 총선부터 신설된 선거구이며 자치구 선거구로 분류된다.

## 역사
바킹 선거구는 1945년 첫 신설 이래 지금까지 노동당 국회의원만 배출되고 있으며, 대처 집권기였던 1983년과 1987년 총선에서 보수당이 선전한 것을 제외하면, 매 선거마다 노동당과 타 정당의 득표율 격차가 평균 20.4%에 달하는 노동당의 텃밭 선거구다. 1994년 재보궐선거에서는 노동당의 마거렛 호지 후보가 처음 당선되었으며 현재까지 재임 중에 있다.
노동당 일변도의 선거구인 이곳에서 21세기 들어서부터는 영국국민당의 지지세가 확대되어, 2005년 영국 총선에서는 17%의 득표율을 기록한 바 있다. 최고 성적에 고무된 국민당 당원들과 지지자들은 원내 입성의 희망에 부풀었고, 다음 총선인 2010년 영국 총선에서는 닉 그리핀 당대표가 국민당 후보로 출마하였다. 하지만 그리핀 대표의 지지율은 14.8%로 지난 총선보다 못한 성적을 기록하였으며, 마거렛 호지 현 의원이 과반수 남짓의 표를 가져가며 무난하게 연임하였다. 총선 당시 국민당의 바킹 지역구 선거운동은 로라 페리 감독의 다큐멘터리 영화 《The Battle for Barking》에서 다루기도 하였다.
2015년 영국 총선에서는 영국 독립당의 전국적인 지지 확대와 더불어 이 지역구에서도 23%의 득표율을 기록하였다. 이는 지난해 2014년 지방선거에서 바킹 대거넘 의회 선거 결과 모든 지역구에서 2위 득표율을 기록, 200표 이내에 들어 원내 4석을 확보하면서 예상됐던 결과였다. 하지만 브렉시트가 통과된 2년 뒤 2017년 영국 총선에서는 영국 독립당이 몰락하고 노동당과 보수당 양당이 지지율을 가져갔다. 노동당의 지지율 변화는 10.1% 증가해 67.8%을 기록, 1994년 재보궐 이후 두번째로 큰 득표율이자 총선에서는 최고 득표율로 기록됐다. 2위와의 격차 득표율 역시 35.5%에서 45.3%로 늘었다.

## 지역 정보
그레이터런던 동부에 위치한 바킹과 베컨트리 동네를 포괄하는 지역구이다. 전후 런던의 확장 과정에서 계획적으로 조성된 주택단지로, 바킹 리버사이드에는 지역 발전소가 있었으나 철거되고 새 주택가와 일자리, 공공서비스 시설 확충을 위한 재개발이 진행 중에 있다.
2011년 영국 인구총조사 자료에, 따르면 바킹 지역구의 실업률은 7.4%로, 잉글랜드 웨일스 내 전 지역구 중에서 21위에 오른 것으로 조사됐다. 지역구 주민 가운데는 이민자가 많아, 아프리카 출신 주민 비율로는 3위에 올랐으며, 전체 주민 중 6분의 1은 아시아인 내지는 아시아계 영국인이었다. 2012년 런던 올림픽의 수혜를 받은 지역구로 조사됐으며, 공공주택 비율과 저소득층 비율이 평균치보다 높은 것으로 조사됐다.

## 경계

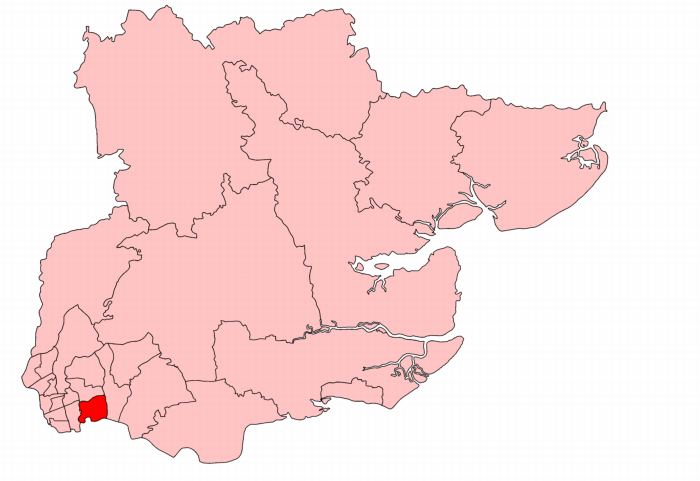
1945년부터 1950년까지 에식스주에 속할 당시의 바킹 지역구.

1945년~1974년: 바킹 시급자치구 (1950년까지 에식스주)
1974년~1983년: 바킹구 애비, 캠벨, 개스코인, 롱브리지, 메이너
1983년~1997년: 바킹 대거넘구 애비, 캠벨, 이스트베리, 개스코인, 고어스브루크, 롱브리지, 메이너, 파슬로스, 템스
1997년~2010년: 바킹 대거넘구 애비, 베컨트리, 캠벨, 이스트베리, 개스코인, 고어스브루크, 롱브리지, 메이너, 파슬로스, 템스
2010년~현재: 바킹 대거넘구 애비, 앨리번, 베컨트리, 이스트베리, 개스코인, 고어스브루크, 롱브리지, 메이브스브루크, 파슬로스, 템스, 발런스
2010년 잉글랜드 구획위원회는 의회 선거구 검토 보고서를 통해 대거넘 지역구의 앨리번, 파슬로, 발런스를 바킹 지역구로 넘기고, 리버의 일부 구역을 바킹에서 신설 지역구인 대거넘 레이넘으로 넘기도록 하는 권고를 내렸다. 이 같은 사항은 2010년 영국 총선부터 적용되었다.
2016년 구획위원회의 선거구 검토 결과, 앨리번과 발런스는 대거넘 레이넘 지역구로 넘기고, 일퍼드사우스 지역구에서 굿메이브스, 메이필드를 넘겨받는 안이 제시되었다.

## 역대 국회의원
| 선거   | 의원              | 정당 | 정당   |
| ------ | ----------------- | ---- | ------ |
| 1945년 | 소머빌 헤이스팅스 |      | 노동당 |
| 1959년 | 톰 드라이버그     |      | 노동당 |
| 1974년 | 조 리처드슨       |      | 노동당 |
| 1994년 | 마거렛 호지       |      | 노동당 |

### 2010년대
| 선거                                                       | 선거 결과 | 선거 결과                                              | 후보          | 후보        | 정당   | 득표   | %    | ±%   |
| ---------------------------------------------------------- | --------- | ------------------------------------------------------ | ------------- | ----------- | ------ | ------ | ---- | ---- |
| 2019년 총선 유권자수: 77,946 투표수: 44,499 (57.1%) (-4.8) |           | 노동당 유지 과반 득표: 15,427 (34.7%) −10.6 −5.3% 선회 |               | 마거렛 호지 | 노동당 | 27,219 | 61.2 | -6.6 |
| 2019년 총선 유권자수: 77,946 투표수: 44,499 (57.1%) (-4.8) |           | 노동당 유지 과반 득표: 15,427 (34.7%) −10.6 −5.3% 선회 | 탐킨 샤이흐   | 보수당      | 11,792 | 26.5   | +4.0 |      |
| 2019년 총선 유권자수: 77,946 투표수: 44,499 (57.1%) (-4.8) |           | 노동당 유지 과반 득표: 15,427 (34.7%) −10.6 −5.3% 선회 | 캐런 배틀리   | 브렉시트당  | 3,186  | 7.2    | 신인 |      |
| 2019년 총선 유권자수: 77,946 투표수: 44,499 (57.1%) (-4.8) |           | 노동당 유지 과반 득표: 15,427 (34.7%) −10.6 −5.3% 선회 | 앤 헤이그     | 자유민주당  | 1,482  | 3.3    | +2.0 |      |
| 2019년 총선 유권자수: 77,946 투표수: 44,499 (57.1%) (-4.8) |           | 노동당 유지 과반 득표: 15,427 (34.7%) −10.6 −5.3% 선회 | 새넌 버터필드 | 녹색당      | 820    | 1.8    | +0.3 |      |

## 같이 보기
- 그레이터런던의 의회 선거구

### 참조주
1. ↑  “Usual Resident Population, 2011”. 《Neighbourhood Statistics》. Office for National Statistics. 2015년 1월 27일에 확인함.
2. ↑  “Electorate Figures – Boundary Commission for England”. 《2011 Electorate Figures》. Boundary Commission for England. 2011년 3월 4일. 2010년 11월 6일에 원본 문서에서 보존된 문서. 2011년 3월 13일에 확인함.
3. ↑  Barking election result (BBC News online).
4. ↑  “The Battle for Barking”. Channel 4. 2011년 3월 5일에 확인함.
5. ↑  “Local statistics - Office for National Statistics”. 《neighbourhood.statistics.gov.uk》. 2003년 2월 11일에 원본 문서에서 보존된 문서. 2022년 4월 10일에 확인함.
6. ↑  2010 post-revision map Greater London and metropolitan areas of England
7. ↑  Cooke, Phoebe. “Boundary review: Dagenham's Eastbrook ward could be lost to Romford”. 2016년 9월 17일에 원본 문서에서 보존된 문서. 2022년 4월 10일에 확인함.
8. ↑  레이그 레이먼트의 연도별 국회의원 목록 (Leigh Rayment's Historical List of MPs) –  'B'로 시작하는 선거구 - part 1
9. ↑  “Barking parliamentary constituency - Election 2019” – www.bbc.co.uk 경유.